# Rittersturz-Kaserne
Die Rittersturz-Kaserne (ehemals Deines-Bruchmüller-Kaserne) ist eine Kaserne der Bundeswehr in der Stadt Lahnstein nahe Koblenz in Rheinland-Pfalz mit einer Gesamtfläche von ca. 27,5 ha. Die Kaserne entstand zur Zeit des Nationalsozialismus und beherbergt Teile des Bundesamtes für Ausrüstung, Informationstechnik und Nutzung der Bundeswehr.

## Geschichte

### Gründung und Zweiter Weltkrieg
Im Kontext der Aufrüstung der Wehrmacht errichtete der NS-Staat in Lahnstein zwei Kasernen mit 13 bzw. 10,5 Hektar Fläche. Der erste Spatenstich erfolgte am 1. September 1937. Die Doppelkaserne wurde am 13. November 1938 fertiggestellt. Benannt wurden die Anlagen nach den Artillerie-Generalen Adolf von Deines und Georg Bruchmüller. Die Garnison nahm den am 10. November 1938 neu gebildeten Stab des Artillerieregiments 70 der Wehrmacht auf. Zugleich zogen die am 6. Oktober 1936 in Koblenz aufgestellte I. (bespannte) Abteilung/Artillerieregiment 70 in der Deines- (rechts der alten Wache) und die am 10. November 1938 entstandene II. (motorisierte) Abteilung/Artillerieregiment 70 in der Bruchmüller-Kaserne ein. Mit der Mobilmachung im August 1939 trat die I. Abteilung zum Artillerieregiment 34 der 34. Infanteriedivision, während die II. Abteilung dem XII. Armeekorps diente. Beide Einheiten wurden zudem in die Saarpfalz verlegt.
Im Zweiten Weltkrieg waren zunächst in der Kaserne die am 26. August 1939 gebildete Artillerie-Ersatz-Abteilung 70 (ab 8. November 1939 in das Warthegau verlegt) und die Artillerie-Ersatz-Abteilung 34, die am 26. August 1939 in Niederlahnstein aufgestellt und am 6. November 1939 in das Warthegau kam, untergebracht. Es folgten die Heeres-Artillerie-Abteilung 511 und die am 10. Oktober 1940 gebildete Nachrichten-Ersatz-Abteilung 34, die am 1. Oktober 1942 zur Nachrichten-Ausbildungs-Abteilung 33 am Standort umgegliedert wurde. Aus Pirna verlegte am 1. Dezember 1943 das Technische Ersatz- und Ausbildungsbataillon nach Niederlahnstein, das zum 1. April 1944 in Technisches Ersatz- und Ausbildungsbataillon 2 umbenannt wurde. Schließlich wurde am 6. März 1944 in der Kaserne das Technische Einsatz-Bataillon OKH (mot.) aufgestellt, das am 9. August 1944 zum Feldheer kam. Außerdem befand sich ein Heimatpferdelazarett in der Kaserne.  Durch Luftangriffe wurden mindestens 8 Soldaten getötet, die Exerzierhalle vollständig zerstört sowie ein Unterkunftsgebäude und die Waffenmeisterei schwer beschädigt.

### Die Kaserne als DP-Lager
Am 27. März 1945 besetzten US-Truppen die Kaserne. Unter der Betreuung der UNRRA wurden hier bis 1948 Displaced Persons untergebracht und von hier aus auch repatriiert.
Im Mai 1945 wurden italienische Displaced Persons aus dem DP-Lager Hanau im Zuge ihrer Repatriierung nach hier verlegt. Aus diesem Anlass vermerkte der Leiter des Hanauer DP-Lagers, der Brite Harry Heath, am 27. Mai 1945 in seinem Tagebuch:

„Während der drei letzten Tage haben wir Italiener nach Niederlahnstein gebracht – auf dem Weg nach Italien über Frankreich. Im Lager kursiert das Gerücht, dass Niederlahnstein ein schlechtes Lager sei, und dass die Italiener im Anschluss in Deutschland und Frankreich in der Landwirtschaft arbeiten müssten. Jetzt sind sie nicht mehr so begeistert, Hanau zu verlassen.“

In weiteren Einträgen in seinem Tagebuch wies Heath auch auf die Verlegung polnischer DPs nach Niederlahnstein hin, die von hier aus ebenfalls repatriiert werden sollten, und das zuvor erwähnte Gerücht bestätigte er aus eigener Anschauung. Anlässlich eines Besuchs im Lager hielt Heath am 19. Juni 1945 in seinem Tagebuch fest, dass das mit 6.700 Personen belegte Lager – anders als Hanau – von US-amerikanischen Militärs geleitet wurde und sauber sei. Aber diese Sauberkeit war für ihn auch das einzige, „was ich zu seinen Gunsten sagen kann. Es ist wunderschön gelegen, aber ich empfand die Armee-Atmosphäre im Camp als unangenehm. Und der Oberst konnte mich mit seiner Einstellung zu den DPs nicht beeindrucken.“:S. 67 Wenig später, am 2. Juli 1945, kam Heath noch einmal auf seine Eindrücke von dem Lager in Niederlahnstein zurück, nachdem auch ihm als zivilem Leiter des Hanauer Lagers kurz die Gefahr gedroht hatte, einen militärischen Vorgesetzten zu bekommen.

„Ich wünsche mir keinen einfallslosen Armee-Major über mir, nachdem wir all die harte Arbeit geleistet haben. Ich habe das Lager in Niederlahnstein gesehen, das von einem Armee-Oberst geleitet wird. Die DPs dürfen nur mit einem Pass nach draußen und die Einrichtung wird wie ein Gefängnis geführt. Sie ist sehr sauber, aber sonst lässt sich nicht viel Positives über sie sagen.“

Bei Heath finden sich auch Hinweise darauf, dass von Hanau nach Niederlahnstein verbrachte DPs auf eigene Faust wieder nach Hanau zurückkehrten, da ihnen da die Zustände besser zusagten.
Das DP-Lager Niederlahnstein wurde 1948 geschlossen; 24 seiner ehemaligen Bewohner ruhen auf einem eigenen Gräberfeld auf dem Niederlahnsteiner Friedhof. In der Datenbank des USHMM kann über das Schicksal der Niederlahnsteiner Displaced Persons recherchiert werden.
Ab 1947 übernahmen französische Besatzungstruppen die Kaserne und benannten sie nach dem französischen General Gaston Henri Gustave Billotte. Im Juli 1956 wurde der Standort schließlich an die Bundeswehr übergeben.

### Kaserne der Bundeswehr
Das Feldartillerieregiment 2 mit Stab und Stabsbatterie wurde am 1. Juli 1956 in Fulda aufgestellt und bereits am 17. Juli 1956 nach Niederlahnstein in die Deines-Bruchmüller-Kaserne verlegt. Die I./Feldartillerieregiment 2 war am 1. Juli 1956 in Kassel geschaffen und am 30. Juli 1956 nach Niederlahnstein gekommen. Stab und Stabsbatterie wurden am 15. Januar 1957 in das Scharnhorst-Lager (später: Steuben-Kaserne) verlegt, während die I./Feldartillerieregiment 2 zunächst in Lahnstein blieb. Im Juni 1958 wurde die III./Feldartillerieregiment 2 in der Deines-Bruchmüller-Kaserne aufgestellt, die am 15. März 1959 nach Fritzlar wechselte. Dort erfolgte am 16. März 1959 die Umgliederung der Einheit in Panzerartilleriebataillon 21. Die I./Feldartilleriebataillon blieb in Lahnstein, wurde jedoch zum 1. April 1959 in Feldartilleriebataillon 45 umbenannt. Dieses Bataillon war noch bis zum 7. November 1961 in der Deines-Bruchmüller-Kaserne beheimatet, kam dann jedoch nach Bad Arolsen-Mengeringhausen.
1956 wurde in der Deines-Bruchmüller-Kaserne in Niederlahnstein das Flugabwehrversuchsregiment aufgestellt. 1957 verlegte der Stab dieses Regiments zuerst nach Schleswig und sodann nach Putlos in die Wagrien-Kaserne. Die I./Flugabwehrversuchsregiment gelangte 1957 über Schleswig im Jahr 1958 nach Hamburg. Die III./Flugabwehrversuchsregiment kam 1957 über Flensburg und Schleswig schließlich ebenfalls nach Putlos.
Auf dem Truppenübungsplatz Grafenwöhr wurde ab 15. August 1956 das Panzerartillerieregiment 5 aufgestellt und im März 1957 in die Deines-Bruchmüller-Kaserne nach Lahnstein verlegt. Am 1. April 1959 hatte es durch umfassende Personalabgaben die Panzerartilleriebataillone 145 und 155 aufzustellen. 1960 erfolgte dann die Verlegung nach Diez an der Lahn und dort die Umbenennung in Artillerieregiment 5. Es verblieb dort bis zum 31. Dezember 1979. Am 1. Januar 1980 fusionierte die Einheit schließlich mit dem Artillerielehrregiment in Idar-Oberstein zum Artillerielehrregiment 5.
Das am 1. August 1956 in Grafenwöhr aufgestellte Panzerfernmeldebataillon 5 wurde am 8. März 1957 nach Niederlahnstein verlegt. Im Oktober 1957 bezog es die Falckenstein-Kaserne in Koblenz-Lützel. Ab 1. April 1959 erhielt die Einheit den Namen „Fernmeldebataillon 5“. Von März 1969 bis zum 30. September 1992 war das Bataillon in Diez an der Lahn untergebracht. Mit dem Ende des Kalten Krieges wurde das Bataillon am 1. Oktober 1993 mit dem Fernmeldebataillon 330 zum Stabs- und Fernmeldebataillon 5 zusammengefasst sowie in der Fritsch-Kaserne untergebracht. Zum 1. November 1997 verließ das Bataillon die Fritsch-Kaserne und fand wieder in Niederlahnstein in der Deines-Bruchmüller-Kaserne eine Heimat. Das Stabs- und Fernmeldebataillon 5 wurde in Niederlahnstein am 1. Juli 2003 zunächst in Fernmeldebataillon 283 umbenannt, erhielt aber bereits am 1. Oktober 2005 eine neue Bezeichnung als „Führungsunterstützungsbataillon 283“. Am 31. März 2015 erfolgte schließlich die Auflösung.
Die Aufstellung des Korpsfernmeldebataillon 213 begann am 15. April 1957 in der Deines-Bruchmüller-Kaserne. Die Einheit zog jedoch kurz darauf in die Falckenstein-Kaserne nach Koblenz um und erhielt zum 1. August 1959 die neue Bezeichnung als Fernmeldebataillon 310.
Das in der Pionier-Kaserne in Koblenz am 16. Mai 1957 aufgestellte schwere Pionierregiment 706 wurde am 14. Oktober 1957 nach Niederlahnstein in die Deines-Bruchmüller-Kaserne verlegt und war bis zum 1. September 1958 hier stationiert. Danach wechselte es in die Alte Artilleriekaserne nach Mainz und verblieb dort bis zu seiner Umbenennung in schweres Pionierregiment 85 zum 1. April 1972.
Das am 1. Juli 1956 in Wildflecken aufgestellte Panzerjägerbataillon 2 wurde nach einem Aufenthalt im Lager Aulenbach bei Baumholder in die Deines-Bruchmüller-Kaserne verlegt. Anschließend zog das Bataillon nach Marburg in die Tannenberg-Kaserne um, wo es zum 16. März 1959 im neu aufgestellten Panzerbataillon 63 aufging.
Das Panzerpionierbataillon 5 wurde am 1. Oktober 1958 in der Deines-Bruchmüller-Kaserne aufgestellt, nachdem die gleichnamige Einheit aus Hannoversch Münden in Pionierbataillon 2 umbenannt worden war. Am 1. April 1959 erfuhr es eine Umbenennung in Pionierbataillon 5. Seinen Dienst als Einheit der 5. Panzerdivision verbrachte das Bataillon bis zum 31. März 1991, dem Tag seiner Auflösung, am Standort in Niederlahnstein.
Am 1. April 1959 wurde in der Deines-Bruchmüller-Kaserne das Versorgungsbataillon 146 aufgestellt, das bis zum 30. September 1972 hier Dienst tat. Zum 1. Oktober 1972 wurde aus der aufgelösten Einheit die Nachschubkompanie 140 und die Instandsetzungskompanie 140, beide mit neuem Standort in Koblenz gebildet.
Aus Teilen des Panzerartillerieregiments 5 entstand am 1. April 1959 in der Deines-Bruchmüller-Kaserne das Panzerartilleriebataillon 145. Es gehörte zur Panzerbrigade 14. Zum 1. Juli 1980 wurde es im Rahmen der Heeresstruktur 4 zum Feldartilleriebataillon 545 umgegliedert und der Heimatschutzbrigade 54 beim Heimatschutzkommando 16 unterstellt. Am 1. Juli 1986 wurde aus der 5. Batterie des Bataillons die Luftlandeartilleriebatterie 9 gebildet. Kurz nach dem Fall der Berliner Mauer wurde das Bataillon am 1. April 1990 bereits aufgelöst. Sein Personal sollte zur Bildung einer Heeresunteroffiziersschule des III. Korps in Lahnstein herangezogen werden, wurde jedoch für die Gründung einer gleichen Einrichtung beim II. Korps verwendet.
Ebenfalls aus Abgaben des Panzerartillerieregiments 5 wurde am 1. April 1959 das Panzerartilleriebataillon 155 in der Deines-Bruchmüller-Kaserne gebildet. Es war der Panzerbrigade 15 unterstellt. Es blieb bis zu seiner Auflösung am 30. September 1991 in Lahnstein.
Am 1. April 1959 erfolgte schließlich noch die Aufstellung des Panzerartilleriebataillon 65 in der Deines-Bruchmüller-Kaserne, das jedoch bereits im August an seinen endgültigen Standort nach Stadtallendorf verlegt wurde. Es gehörte zur Panzerbrigade 6. Mit der Heeresstruktur 4 gliederte es am 1. Oktober 1981 in Stadtallendorf zum Panzerartilleriebataillon 145 der Panzerbrigade 14 um. Es wurde am 31. März 1993 aufgelöst.
Das am 1. Juni 1956 aus Teilen der Grenzschutzabteilung III/3 in Eschwege gebildete Flugabwehrartilleriebataillon 2 wurde ab 9. Juli 1956 in der Kaserne „An der Iserlohner Straße“ bzw. „Nachrichtenkaserne“ in Unna untergebracht. Mit einem Unterstellungswechsel am 1. Dezember 1958 zur 7. Panzergrenadierdivision wurde die Einheit in Flugabwehrartilleriebataillon 7 umbenannt, verblieb aber in Unna. Im März 1959 erfolgte erneut eine Namensänderung zum Flugabwehrartilleriebataillon 11. Am 25. August 1959 zog das Bataillon in die Deines-Bruchmüller-Kaserne nach Niederlahnstein um. Zum 1. September 1959 wurde es in Flugabwehrbataillon 2 umbenannt und am 20. September 1961 nach Fritzlar verlegt.
Die Flugabwehrbatterie 60 wurde aus der 3./Panzerflugabwehrbataillon 5 zum 1. September 1959 als Brigadebatterie der Panzerbrigade 6 gebildet. Der Umzug von der Augusta-Kaserne in die Deines-Bruchmüller-Kaserne erfolgte jedoch aufgrund von Infrastrukturmaßnahmen am neuen Standort erst im Frühjahr 1960. Am 2. September 1961 fand die Verlegung in die Georg-Friedrich-Kaserne nach Fritzlar statt. Bereits am 16. November 1962 wurde die Einheit außer Dienst gestellt.
Das Feldjägerbataillon 742 (Geräteeinheit) bestand seit 1979 und war im Mobilmachungsstützpunkt der Kaserne eingelagert.
Das Feldersatzbataillon 51 befand sich in den 1980er Jahren am Standort.
Die Fahrschulgruppe Lahnstein, die am 1. Januar 1986 gebildet wurde, erhielt zum 1. April 1994 die neue Bezeichnung „Kraftfahrausbildungszentrum Lahnstein“ und ist als solches bis heute aktiv.
Am 1. Juli 1986 wurde aus der 5. Batterie des Feldartilleriebataillons 545 die Luftlandeartilleriebatterie 9 gebildet. Im Einsatzfall wäre sie der 1. Luftlandedivision unterstellt gewesen. Mit der Auflösung des Feldartilleriebataillon 545 wurde die Batterie am 1. April 1990 nach Philippsburg in die Salm-Kaserne verlegt. Dort verblieb sie bis zu ihrer Auflösung 1996.
Das in der Koblenzer Pionier-Kaserne ab 1. Juli 1956 aufgestellte Pionierbataillon Koblenz, das ab 16. Mai 1957 als schweres Pionier-Bataillon 717, ab 1. April 1971 als schweres Pionierbataillon 850 und schließlich ab 1. Oktober 1979 als Pionierbataillon 320 bezeichnet wurde, kam im Zuge der Auflösung seines Standortes am 14. Juli 1994 nach Niederlahnstein. Hier blieb es bis zu seiner Außerdienststellung am 30. September 2003.
Die am 1. Oktober 1993 aus Teilen des Pionierkommando 3 aufgestellte Pionierbrigade 40 zog am 1. Juli 1994 mit Stab und Stabskompanie in die Deines-Bruchmüller-Kaserne ein und war bis zu ihrer Auflösung am 31. Dezember 2003 hier beheimatet.
Vom 1. April 2002 bis zum 30. September 2012 befand sich in der Deines-Bruchmüller-Kaserne das Bundesamt für Informationsmanagement und Informationstechnik der Bundeswehr mit der Abteilung C.
Zwischen dem 1. Januar 2009 und dem 30. Juni 2015 war in der Deines-Bruchmüller-Kaserne die Regionale Stelle für Materialerhaltung und technischen Arbeitsschutz Lahnstein eingerichtet.
Für die medizinische Versorgung war am Standort vom 1. Oktober 1966 bis zum 30. September 1972 die Zahnstation H 014/4, zwischen dem 1. Oktober 1972 und dem 31. März 1981 die Zahnstation (Terr) H 414 sowie die Zahnarztgruppe 410/1 zwischen dem 1. April 1981 und dem 30. November 1998 eingerichtet. Vom 1. Oktober 1982 bis zum 30. September 1997 war das Sanitätszentrum 410, zwischen dem 1. Januar 2002 und dem 31. Dezember 2006 das Leitsanitätszentrum 230 Lahnstein sowie vom 1. Januar 2007 bis zum 30. September 2015 das Sanitätszentrum Lahnstein, für das eine Verstärkungsreserve bestand, in der Kaserne eingerichtet. Zwischen dem 1. Juli 1972 und dem 30. September 1997 war der Sanitätsbereich 41/18 mit Material ausgestattet.
Mit dem Stationierungskonzept vom Oktober 2011 plante die Bundesregierung eine weitere Reduzierung der Dienstposten in der Deines-Bruchmüller-Kaserne von 1.190 auf 510. Zur Auflösung waren das Sanitätszentrum Lahnstein und das Führungsunterstützungsbataillon 283 vorgesehen. Der Oberbürgermeister der Stadt Lahnstein setzte sich daraufhin für deren Erhalt ein.
An die Stelle der militärischen Dienststellen trat ab 2012 das Bundesamt für Ausrüstung, Informationstechnik und Nutzung der Bundeswehr.  Als erste Abteilung zog die Informationstechnik mit rund 400 Beschäftigten ein. Zur Unterbringung der Abteilungen E (Einkauf) und S (See), die ab Dezember 2012 zunächst in Containerbauten eingezogen waren, wurden zwischen Juli 2014 und Februar 2015 fünf viergeschossige Bürogebäude mit Gesamtkosten von 28,4 Millionen Euro errichtet.

## Situation heute
In der Deines-Bruchmüller-Kaserne sind seit 1. April 1994 das Kraftfahrausbildungszentrum Lahnstein, seit 1. August 2009 die BWI GmbH Service-Center Koblenz, VOS Lahnstein, seit 1. Januar 2013 die Außenstelle Fahrerlaubnisprüfung Südwest, seit 1. Februar 2013 das Familienbetreuungszentrum Lahnstein sowie seit 2012 Teile des Bundesamtes für Ausrüstung, Informationstechnik und Nutzung der Bundeswehr (BAAINBw) untergebracht.
Im Mai 2016 wurde bekannt gegeben, dass die Bundeswehr eine Koblenzer Liegenschaft 2019 aufgibt und deshalb weitere 800 Dienstposten des Bundesamtes für Ausrüstung, Informationstechnik und Nutzung der Bundeswehr in die Deines-Bruchmüller-Kaserne umgesetzt werden. Damit wird der Standort auf 2.600 Dienstposten anwachsen, davon sind 2.450 dem Bundesamt zugeordnet. Um die Mitarbeiter unterzubringen, wird ein Neubau in Lahnstein in der Kaserne für 37 Millionen Euro errichtet werden.
Im Juli 2016 bestätigte der Oberbürgermeister der Stadt Lahnstein, dass die Deines-Bruchmüller-Kaserne als neuer Standort für die Wehrtechnische Studiensammlung Koblenz des Bundesamtes für Ausrüstung, Informationstechnik und Nutzung der Bundeswehr im Gespräch sei. Die Idee war nicht tragfähig und wurde nicht weiterverfolgt.
Am 22. November 2022 wurde die Deines-Bruchmüller-Kaserne in Erinnerung an die Rittersturz-Konferenz, die vom 8. bis 10. Juli 1948 im Hotel Rittersturz in Koblenz stattfand, im kleinen Rahmen durch die Präsidentin des Bundesamtes für Ausrüstung, Informationstechnik und Nutzung der Bundeswehr (BAAINBw), Gabriele Korb, mit Grußworten des Oberbürgermeisters der Stadt Lahnstein, Lennart Siefert, und dem Landtagspräsidenten des Landes Rheinland-Pfalz, Hendrik Hering in Rittersturz-Kaserne umbenannt.